# Caryedon immaculatum
Caryedon immaculatum là một loài bọ cánh cứng trong họ Bruchidae. Loài này được Prevett miêu tả khoa học năm 1965.